# خوسيه ماريا سيلا
خوسيه ماريا سيلا (بالإسبانية: José María Cela)‏ هو لاعب كرة قدم إسباني، ولد في 17 ديسمبر 1972 في سمورة في إسبانيا. شارك مع منتخب إسبانيا تحت 19 سنة لكرة القدم ومنتخب إسبانيا تحت 20 سنة لكرة القدم. أما مع النوادي، فقد لعب مع آر كي سي فالفيك وريال سبورتينغ خيخون وريال مدريد كاستيا ونادي برشلونة ب ونادي برشلونة ونادي لاردة ونومانسيا.

## وصلات خارجية
- خوسيه ماريا سيلا على موقع قاعدة بيانات كرة القدم.إي يو (الإنجليزية)